# Pennickenbach
Der Pennickenbach ist ein knapp drei Kilometer langer Nebenbach der Saale im Jenaer Stadtteil Wöllnitz.

## Verlauf und Nutzung
Der Pennickenbach entspringt im Pennickental und fließt dann nach Westen, bis er nach knapp drei Kilometern von rechts in die Saale mündet.
Im Quellbereich wurde eine Quellfassung, der Fürstenbrunnen, gebaut, dessen Name auf den Empfang des 1552 aus kaiserlicher Gefangenschaft entlassenen und heimkehrenden Johann Friedrich des Großmütigen an dieser Stelle zurückgeht. Der Platz ist ein beliebtes Ausflugsziel und taucht zudem in den Recherchen auch als Mineralien- und Fossilienfundort immer wieder auf. Da das Wasser je nach den Verhältnissen im Untergrund weiter bergauf oder weiter bergab zu Tage tritt, führt die Quellfassung nicht immer Wasser. Beim Fürstenbrunnen wurde auch Trinkwasser für die Versorgung von Wöllnitz sowie eines Teils von Altlobeda gewonnen.
Aufgrund der Muschelkalkschichten des Saale(neben)tales ist das Wasser der Quelle und des Pennickenbaches stark kalkhaltig. Im Pennickental haben sich auf etwa 1500 Meter Länge und 5 bis 15 Meter Höhe kaskadenartige Absätze des Kalktuffs gebildet. Dieser wurde in mehreren Steinbrüchen bereits seit dem 16. Jahrhundert abgebaut und vorwiegend als Baumaterial genutzt. Seit etwa 1895 wurden die Abbauprodukte auch für die Zahnpastaproduktion genutzt. Um 1960 wurde der Betrieb der Steinbrüche eingestellt.

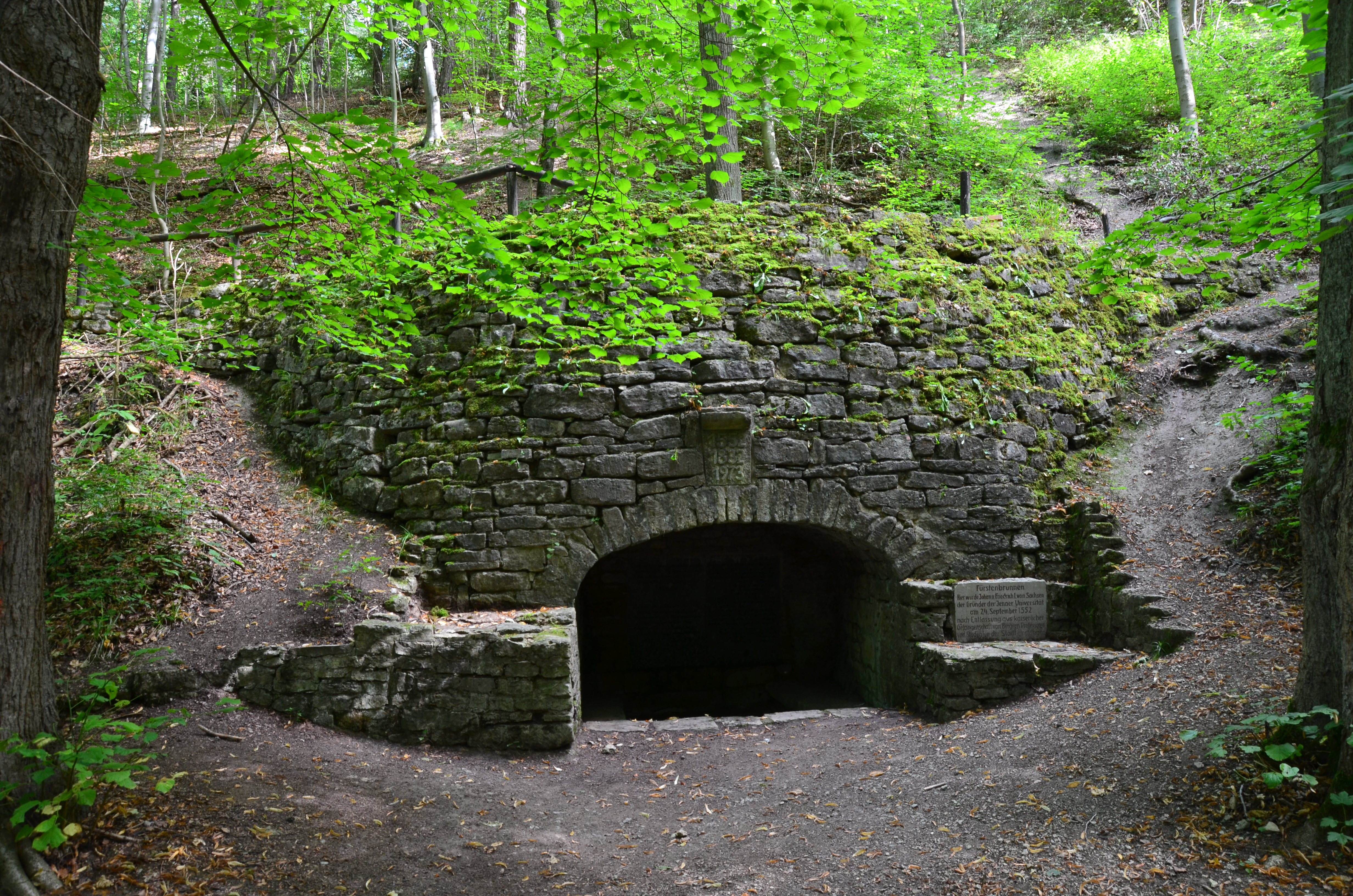
Die Quellfassung des Fürstenbrunnens
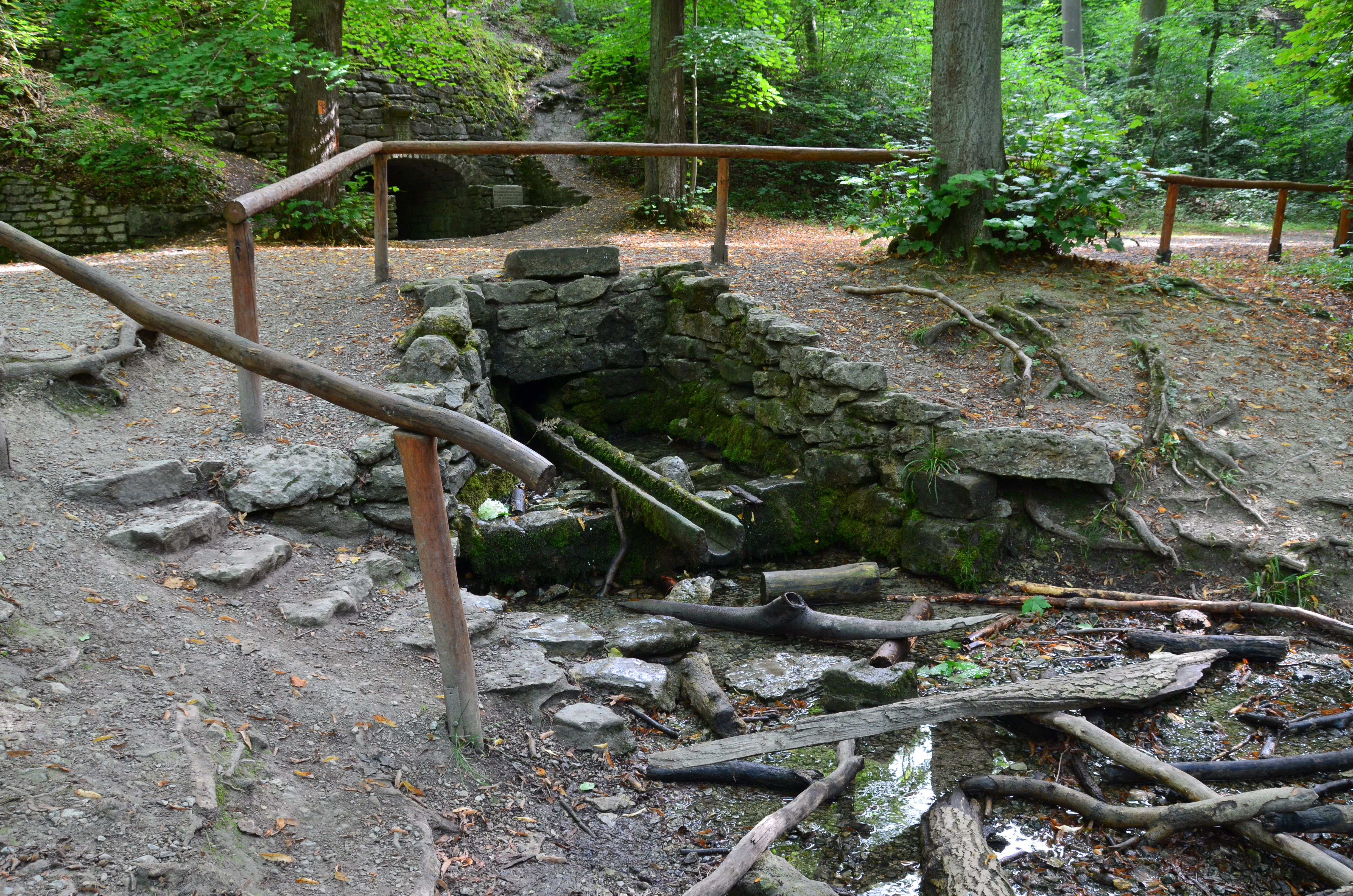
Kurz unterhalb der Quellfassung
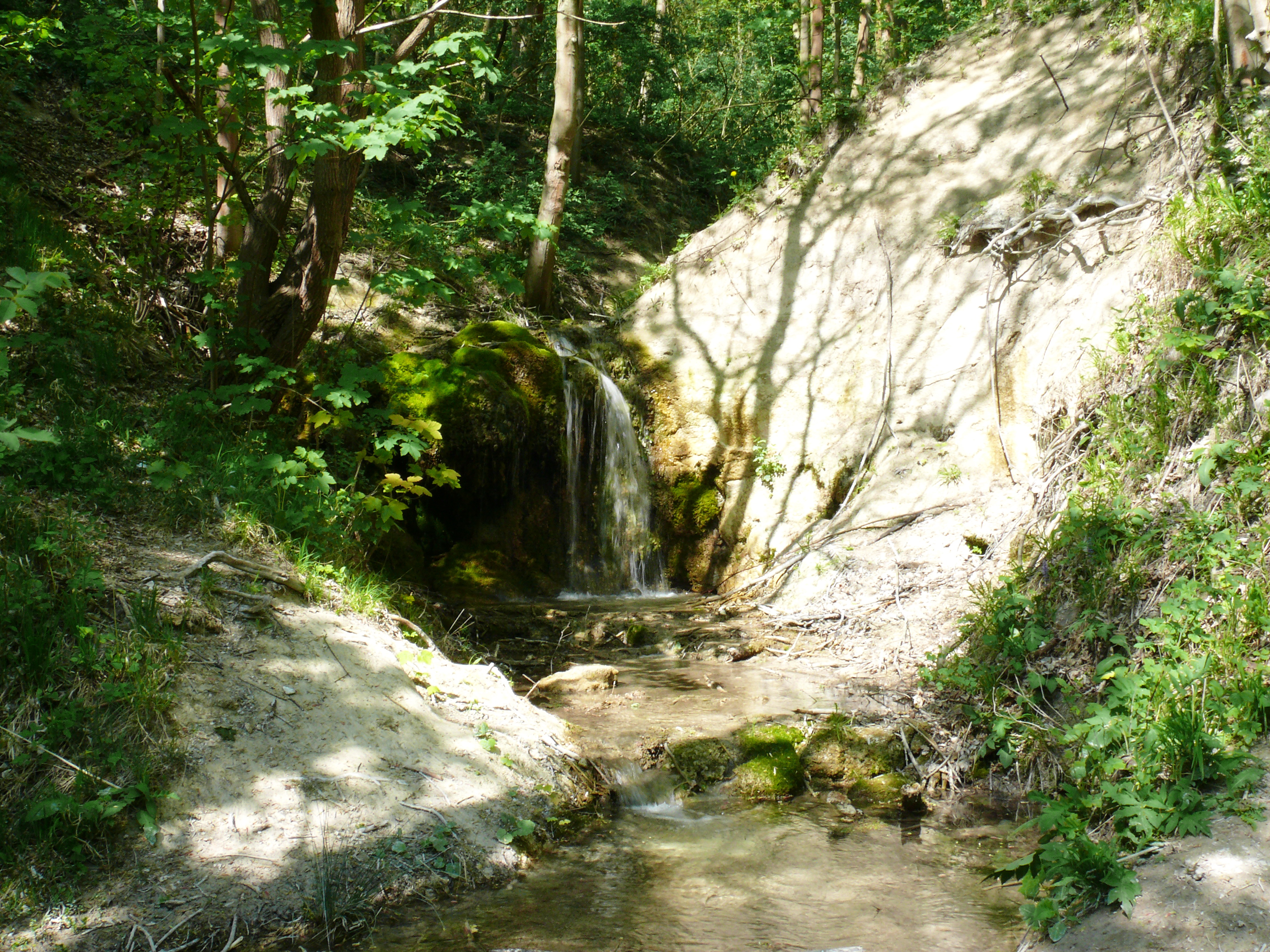
Wasserfall unterhalb der Quelle
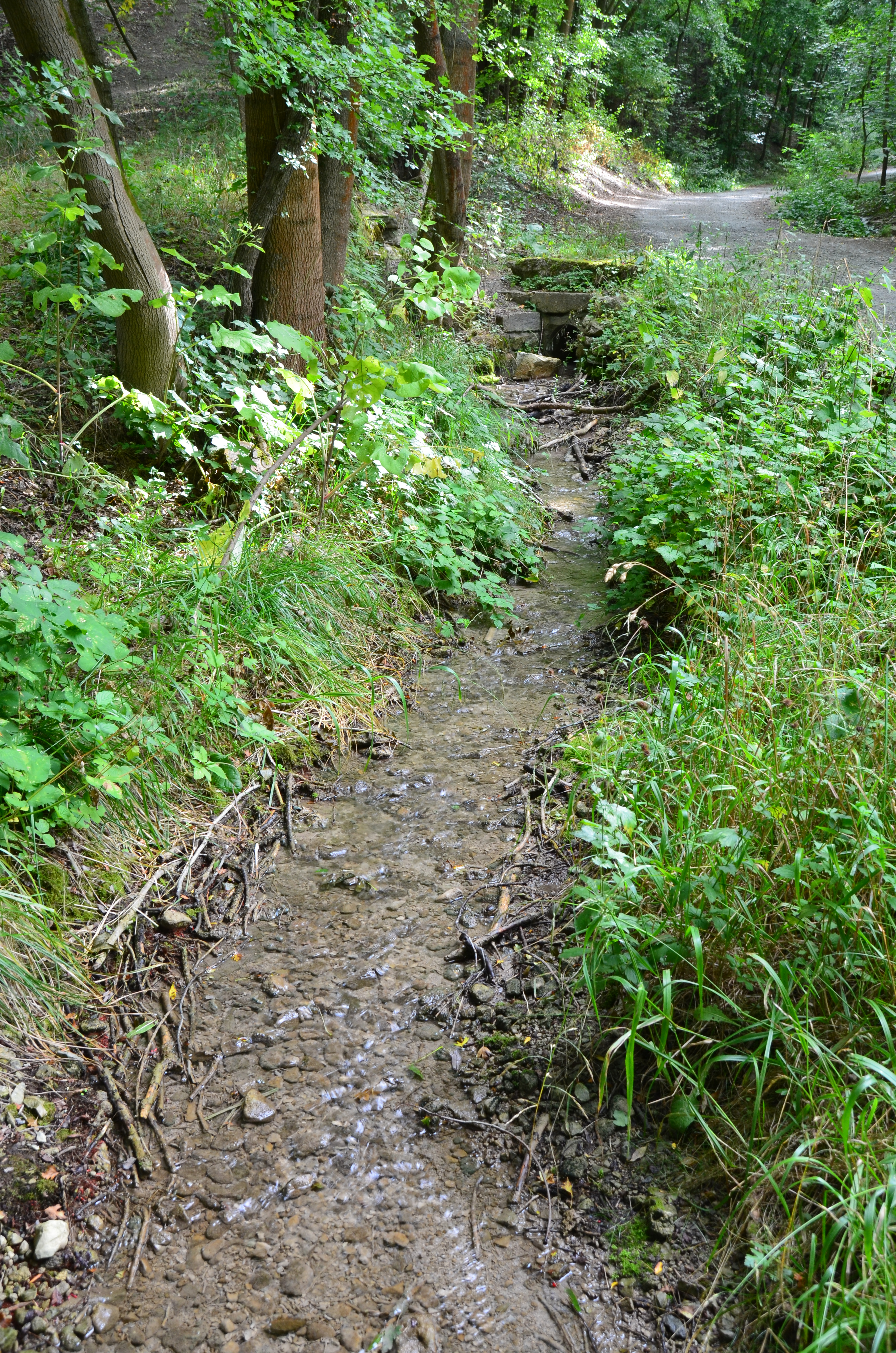
Pennickenbach
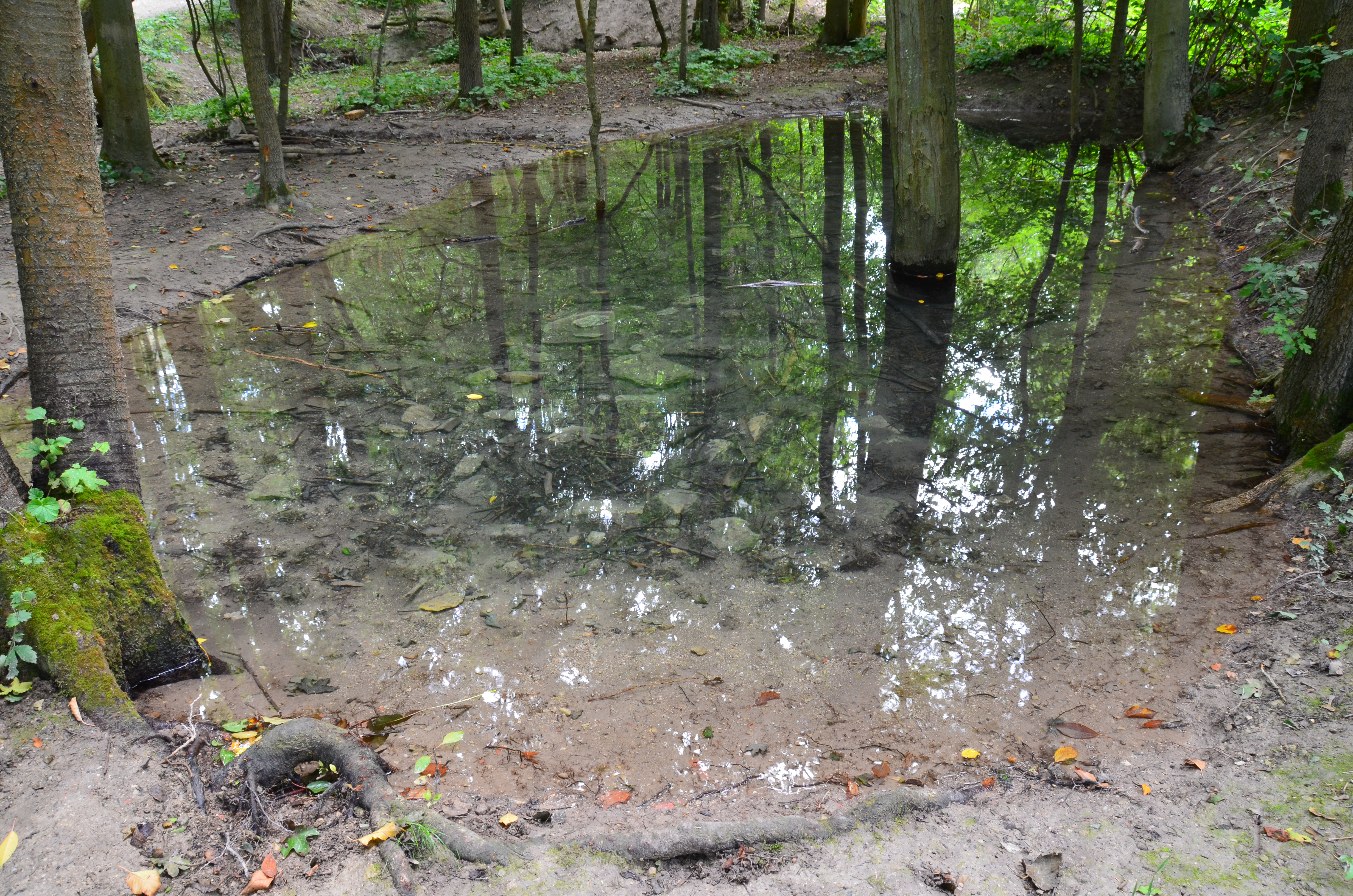
Am Pennickenbach
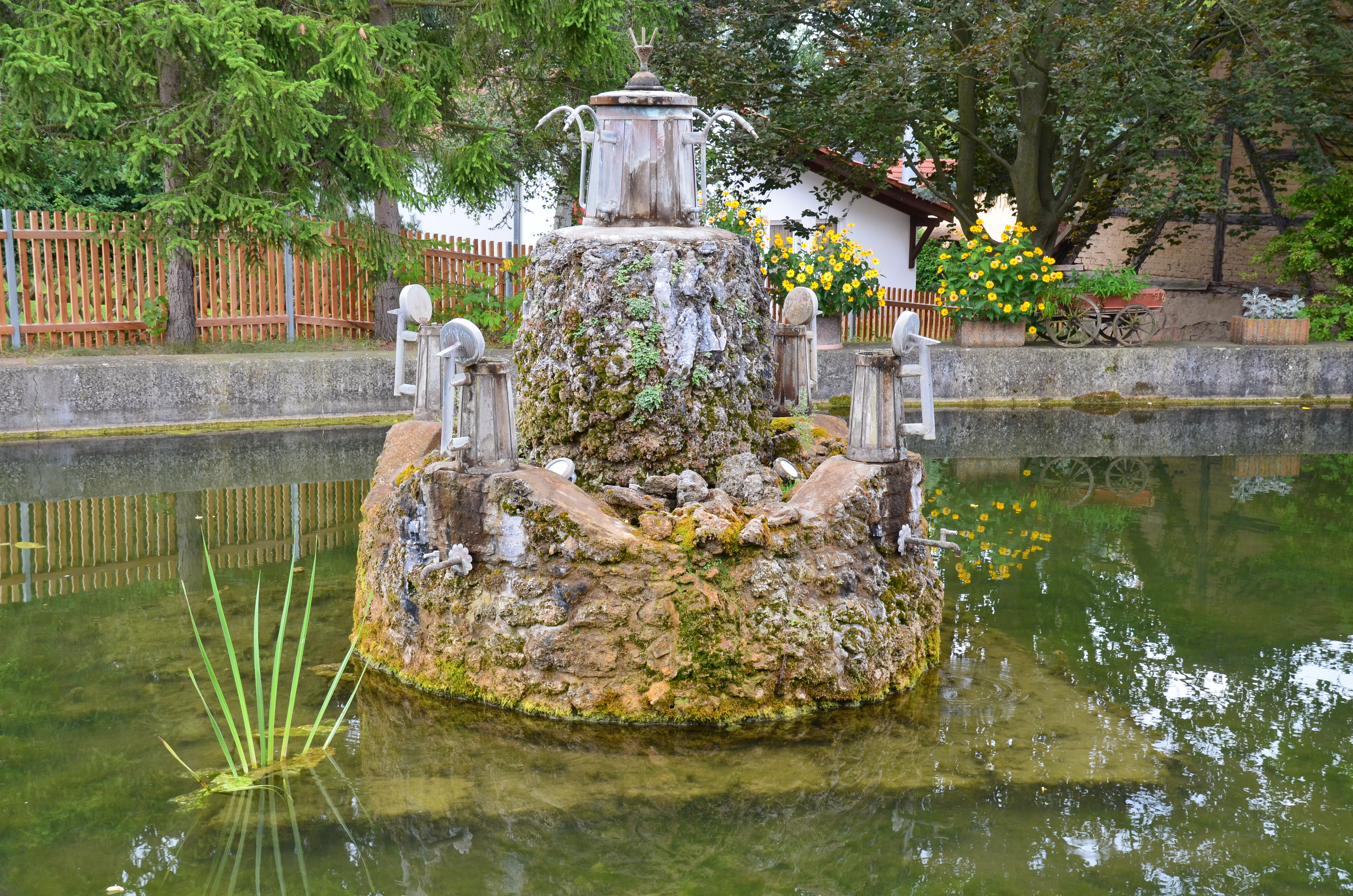
Der Weißbierbrunnen in Wöllnitz